# George Sanders

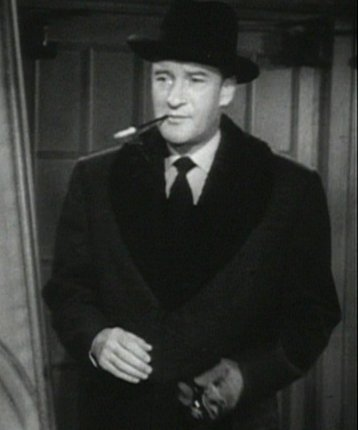
George Sanders in All About Eve (1950)

George Sanders (Sint-Petersburg (Rusland), 3 juli 1906 – Castelldefels (Spanje), 25 april 1972) was een Engelse acteur. Hij werd in Rusland geboren uit Britse ouders.
Sanders was vier keer getrouwd, onder andere met Zsa Zsa Gabor en haar zus Magda. In zijn laatste jaren leed hij aan zware depressies. Op 25 april 1972 pleegde Sanders zelfmoord in een hotel in de Spaanse kuststad Castelldefels, nabij Barcelona.

## Filmografie
- Lloyd's of London (1936)
- Things to Come (1936) (extra)
- Slave Ship (1937)
- Mr. Moto's Last Warning (1939)
- Allegheny Uprising (1939)
- Rebecca (1940)
- Foreign Correspondent (1940)
- Green Hell (1940)
- The Son of Monte Cristo (1940)
- Tales of Manhattan (1942)
- The Falcon's Brother (1942)
- They Came to Blow Up America (1943)
- This Land Is Mine (1943)
- Appointment in Berlin (1943)
- The Lodger (1944)
- The Picture of Dorian Gray (1945)
- Lured (1947)
- Forever Amber (1947)
- The Ghost and Mrs. Muir (1947)
- The Fan (1949)
- Samson and Delilah (1949)
- All About Eve (1950)
- I Can Get It for You Wholesale (1951)
- Ivanhoe (1952)
- Call Me Madam (1953)
- King Richard and the Crusaders (1954)
- Journey to Italy (Viaggio in Italia) (1954)
- Jupiter's Darling (1955)
- Moonfleet (1955)
- While the City Sleeps (1956)
- That Certain Feeling (1956)
- Never Say Goodbye (1956)
- Solomon and Sheba (1959)
- From the Earth to the Moon (1959)
- Bluebeard's Ten Honeymoons (als Henri Landru, 1960)
- Cone of Silence (1960)
- The Last Voyage (1960)
- Village of the Damned (1960)
- The Rebel (Call Me Genius in VS) (1961)
- Operation Snatch (1962)
- In Search of the Castaways (1962)
- A Shot in the Dark (1964)
- The Amorous Adventures of Moll Flanders (1965)
- The Jungle Book (1967) (voice)
- Good Times (1967)
- Psychomania (1973)

## Televisie
- Batman - Mr. Freeze (1966)

- Bibsys: 90859406
- Biblioteca Nacional de España: XX1079077
- Bibliothèque nationale de France: cb138993731 (data)
- Catàleg d'autoritats de noms i títols de Catalunya: 981058529635806706
- Gemeinsame Normdatei: 119004380
- International Standard Name Identifier: 0000 0001 0877 0059
- Library of Congress Control Number: n87896243
- Nationale Bibliotheek van Letland: 000347148
- MusicBrainz: fc85172e-fb31-48c2-abf1-89df7d8466b9
- Nationale Bibliotheek van Tsjechië: xx0178006
- Nationale bibliotheek van Australië: 35999475
- Nationale Bibliotheek van Israël: 987007603536205171
- Nederlandse Thesaurus van Auteursnamen: 073864005
- SNAC: w6vb8m66
- Système universitaire de documentation: 061493090
- Trove: 1179013
- Virtual International Authority File: 19866886
- WorldCat: E39PBJrRjQk4XTxdQtfQq86xjC